# Gagnef község
Gagnef község (svédül: Gagnefs kommun) Svédország 290 községének egyike. A jelenlegi község 1971-ben jött létre.

## Települései
A községben hat település található. A települések és népességük:
| Település | Népesség | Megjegyzés         |
| --------- | -------- | ------------------ |
| Djurås    |          | a község székhelye |
| Björbo    |          |                    |
| Bäsna     |          |                    |
| Djurmo    |          |                    |
| Floda     |          |                    |
| Gagnef    |          |                    |
| Mockfjärd |          |                    |
| Sifferbo  |          |                    |

## Külső hivatkozások
- Hivatalos honlap